# فتحة حمص
فُتحة حِمْص كما تُعرف أيضاً باسم فُتحة حِمْص-طَرَابُلُس أو فتحة عكار هي ممر جبلي واسع غربي سورية تفصل بين جبال اللاذقية وجبل الزاوية من جهة وسلسلتي جبال لبنان الغربيّة والشرقيّة، يمر من خلالها نهر الكبير الجنوبي الذي يشكل الحد الفاصل بين سورية ولبنان قبل أن يصب في البحر المتوسط عند بلدة العريضة اللبنانية، تعتبر فتحة حمص المعبر الوحيد المفتوح على مدار السنّة في الجبال الساحليّة لبلاد الشام، تربط الداخل السوري بالساحل بشبكة طرق سريعة وشبكة أخرى من الخطوط الحديديّة التي تمر عبر هذه الفتحة.

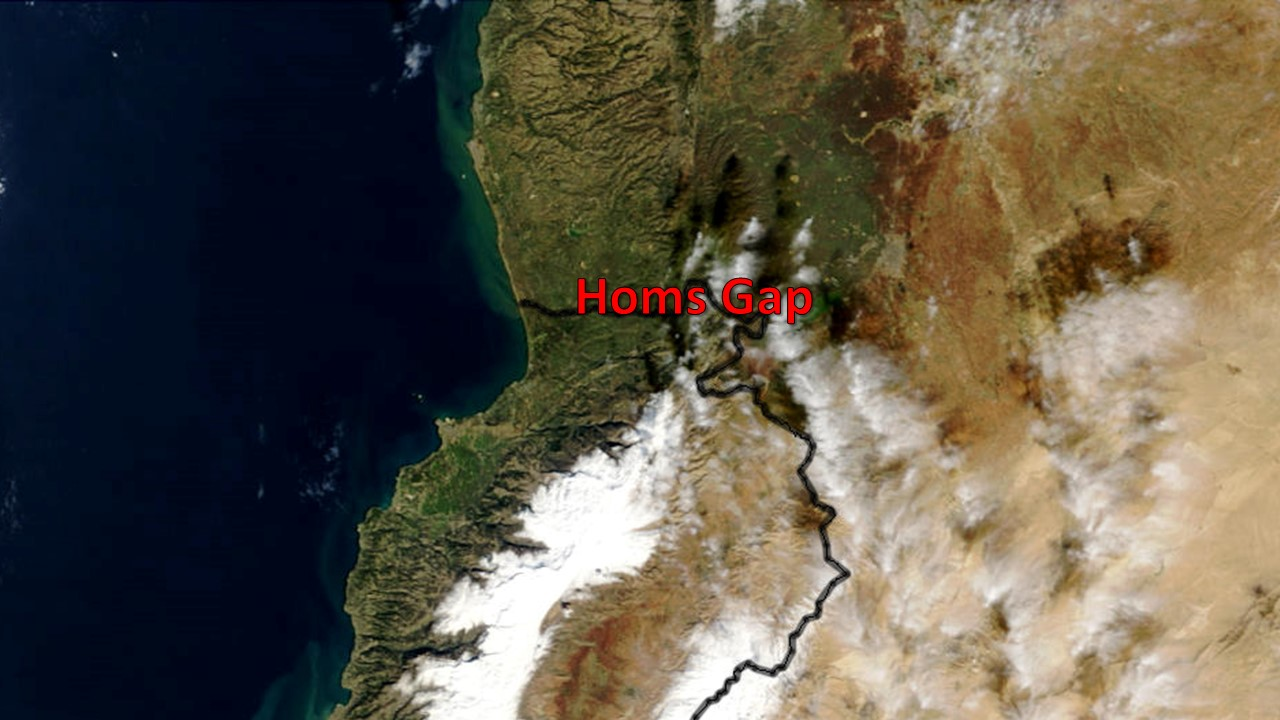
فتحة حمص كما تبدو من الأقمار الصناعيّة